# Ameira lusitanica
Ameira lusitanica är en kräftdjursart. Ameira lusitanica ingår i släktet Ameira och familjen Ameiridae. Inga underarter finns listade i Catalogue of Life.